# Selkäinjärvi
Selkäinjärvi är en sjö i Finland. Den ligger i kommunen Pyhäjärvi i landskapet Norra Österbotten, i den centrala delen av landet, 400 km norr om huvudstaden Helsingfors. Selkäinjärvi ligger 153,5 meter över havet. I omgivningarna runt Selkäinjärvi växer i huvudsak blandskog. Arean är 89,5 hektar och strandlinjen är 6,26 kilometer lång. Sjön  ingår i Pyhäjoki älvs huvudavrinningsområde. 